# Wasilij Ehrlich
Wasilij Ehrlich (ros. Василий Эрлих) – radziecki kolarz torowy, trzykrotny medalista mistrzostw świata.

## Kariera
Pierwszy sukces w karierze osiągnął w 1978 roku, kiedy wspólnie z Igorem Pilipenko, Władimirem Osokinem i Witalijem Pietrakowem zdobył srebrny medal w drużynowym wyścigu na dochodzenie amatorów podczas torowych mistrzostw świata w Monachium. Razem z Osokinem, Pietrakowem i Wiktorem Manakowem wyczyn ten powtórzył na rozgrywanych w 1979 roku mistrzostwach w Amsterdamie, a wraz z Osokinem, Pietrakowem i Aleksandrem Krasnowem drugie miejsce zajął także podczas mistrzostw świata w Brnie w 1981 roku. Nigdy nie startował na igrzyskach olimpijskich.